# Capitaneria templare
Una capitaneria templare  non si distingueva da una Casa Fortezza dei signori di media importanza, sparse per le campagne europee medioevali.
Solitamente avevano la forma di un grande rettangolo delimitato da mura ben salde, merlate e circondate da un fossato. L'ingresso era ad Occidente. 
Nella parte interna, sulla destra, erano le cucine, il refettorio ed i depositi vari; a mezzo di una scala si saliva al primo piano, destinato ai dormitori ed ai servizi; al centro era la cappella ad una sola navata; a sinistra il dormitorio per i pellegrini e, in fondo, la sala d'armi. Di fronte erano i granai, le fucine, la falegnameria e l'armeria. Ai due fianchi le scuderie. Sul pennone della cappella sventolava il gonfalone con in mezzo la croce vermiglia.
La vita, regolata dai rintocchi della campana della cappella, si divideva tra esercizi spirituali ed addestramento militare. All'alba le pattuglie uscivano dalla fortezza, ognuna con un suo compito ben preciso come sorvegliare le strade, raccogliere la legna, proteggere pellegrini e viandanti.
A capo di ciascuna casa era eletto un capitano che rimaneva in carica per un periodo abbastanza breve.
Nella casa vivevano, oltre ai monaci, anche scudieri, aiutanti ed operai. Intorno al tempio si estendevano i poderi, spesso molto ampi, punteggiati di case coloniche di proprietà dell'ordine ma abitate da fattori.
I  cavalieri templari avevano il diritto di esigere tasse sulle fiere e l'imposta sui donati, cioè piccoli proprietari terrieri che si donavano al Tempio per sfuggire all'autorità del signorotto del luogo. In cambio questi donati ricevevano protezione e soprattutto aiuti in caso di carestia.

Per donarsi al tempio occorreva pronunciare il seguente giuramento: Io dono il mio corpo e la mia anima, la mia terra ed i miei onori alla Case del Tempio nelle mani del fratello... (e seguiva il nome del capitano).

## Fonti
- Gaetano Lamattina, Caggiano ed il suo Casale di Pertosa, 1975
- Gaetano Lamattina, Caggiano ed i Casali di Pertosa e Salvitelle, G. Greco Editori, Napoli, 1991